# Máximo Pérez
Máximo Pérez Siniestro (Coquimbo, Soriano, Provincia Oriental, 19 de marzo de 1822- Cerro Largo, Estado Oriental del Uruguay, 4 de julio de 1882) fue un militar, político y caudillo uruguayo de mediados del siglo XIX, que actuó principalmente en los tiempos del Militarismo, bajo el mando del presidente Venancio Flores y que participó abiertamente contra los gobiernos posteriores a su muerte.

## Biografía

### Infancia y adolescencia
Máximo Pérez Siniestro nació el 16 de marzo de 1822 en el pueblo de Coquimbo, en la Provincia Oriental, parte de las Provincias Unidas del Río de la Plata, en el seno de una familia terrateniente de origen argentino. Sus padres fueron Vicente Pérez Nieto, un porteño de nacimiento que se aquerenció terrenos en la provincia, y María del Rosario Siniestro, una mujer desencinte de militares españoles que se habían hecho con las tierras fértiles cercanas al arroyo Coquimbo. Fue el último de una larga lista de hermanos: Juliana, María Manuela de la Concepción, María Victoria, María Liboria, Saturnina, Juana Andrea, María Andrea y Escolástica; aunque se cree que pudo tener más, debido a que a la parroquia de Mercedes (lugar donde se registraban los nacimientos de la zona) le faltan las partidas de nacimiento que van desde 1811 y 1823. 
Fue el hijo más pequeño de la familia, cosa que le valió ser el más mimado y que incidió de manera imperiosa en su personalidad egocéntrica y arbitraria. Tuvo la niñez simple de un niño de campo, absorbiendo las virtudes del coraje y el culto a la fuerza. Aprendió rudimentariamente a leer y escribir en la escuela del maestro Ortíz, lo suficiente para manejarse en la vida simple que llevaba. Aprendió bien temprano a cabalgar, pelear y a labrar, y en eso basó su vida en sus primeros años. 
Participó desde pequeño también en contiendas armadas, cosa que lo acompañará durante toda la vida. Se lo encuentra en 1839 en un contingente de hombres mandado a acosar a Pascual Echagüe mientras este lideraba las tropas federales que habían cruzado el Río Uruguay en apoyo a los blancos durante los acontecimientos de la Guerra Grande. Allí consigue hacerse con renombre al liderar la retirada de las tropas y quedarse con el facón del jefe del grupo, cosa que lo posicionaba por sobre el resto de sus compañeros. Desde ese momento se ven sus conexiones con el Partido Colorado, en el que pronto se enrolaría para participar activamente en sus campañas, sobre todo militares.
Luego de aquello, tendría una pelea con un hombre de nombre Cándido "El Boyero", que lo obligaría al exilio en la Isla Multal, en uno de los quiebres del Río Negro. Ahí comienza su vida de gaucho y su desprecio por las leyes de la capital y las autoridades del estado, que entendía como falsas y lejanas. 

### Vida militar temprana
Su exilio termina cuando se enroló en el ejército, reclutado por Melchor Pacheco y Obes, para luchar en la última etapa de la Guerra Grande. Participó en el ataque a la ciudad de Porongos al mando de 400 hombres y, luego de la paz de 1851, luchó en contra de los rebeldes que apoyaban al expresidente Giró, momento en que conoció a su más cercano amigo Venancio Flores, con quien mantendría una relación muy cercana y, por demás, fiel.
El 27 de abril de 1855 se casaría con Matea Correa y ese mismo año volvería al exilio, yendo junto con Flores a Entre Ríos, para planear la Cruzada Libertadora con la cual retomar el poder perdido en el país. En la campaña florista de 1863, se haría de un gran renombre, participando en los conflictos ocurridos cerca de Coquimbo, su tierra natal, la batalla de Cerros Blancos, la toma de Mercedes y la lucha contra Juan Saá ("Lanza seca"), que acudía a Paysandú en apoyo de las tropas de Leandro Gómez frente al sitio. 

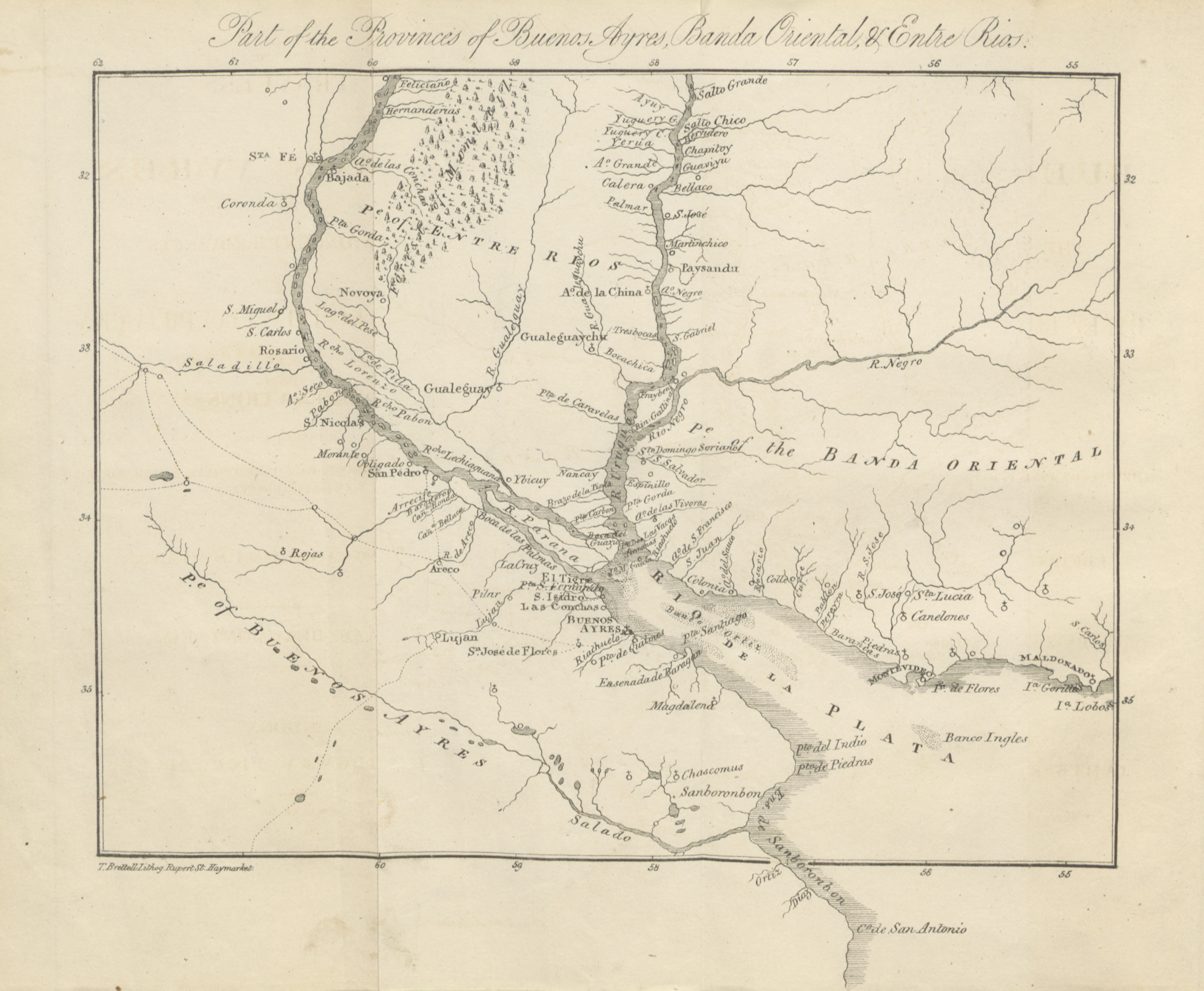
Banda Oriental al tiempo del nacimiento de Máximo

Luego marchó al Paraguay, para participar en otra "Guerra Grande" y luchar en la batalla de Yatay, donde sería herido en la cabeza, por lo cual volvería a Mercedes para ser recibido con honores.

### Gobierno de Mercedes
Allí tomaría el cargo de Jefe Político, debido a la muerte del antiguo poseedor del cargo, y comenzaría una serie de obras que llevarían a la ciudad a un momento de esplendor. 
Centró su gobierno en la cultura y en el cólera principalmente. Impulsando la creación de la Filarmónica Lira (fundada por Juan Idiarte Borda y su hermano Pedro) y la construcción de escuelas a lo largo del departamento, también mejoró el sueldo y la preparación de los maestros (muchos de ellos antes eran analfabetos y solo enseñaban labores manuales), dando a la cultura una importancia nunca antes conocida por los pobladores del lugar. Además de la cultura, propició el comercio, construyendo un nuevo muelle en el puerto y mejorando su funcionamiento. Mandó la construcción de un monumento que luego se colocara en Plaza Rivera (y volara un rayo en una tormenta del año 2020), la terminación de la Catedral, la construcción de la plaza Independencia y la creación de un nuevo cementerio para los muertos por la guerra y por el cólera, enfermedad que se expandió por el país durante esa época y que arrasó a la población
Todo su mandato fue aderezado con sus decisiones puramente arbitrarias, de un nivel dictatorial. Considerándose Pérez al mismo nivel que el mismísimo presidente en cuestiones de autoridad. 

"Don Venancio manda en Montevideo y yo mando en Soriano"
Máximo Pérez

Fue en ese momento también cuando el catolicismo tomó una figura principal en su pensamiento

"Siempre manifestó gran arrepentimiento por los errores cometidos en su juventud, y padecía crisis frecuentes durante las cuales buscaba consuelo mediante una celosa práctica del culto católico"
Washington Lockhart

Matea cayó muerta presa de la enfermedad y eso lo impulsó a luchar para combatirla y erradicarla de la ciudad. Abrió fosas comunes, mandó a hacer cordones sanitarios y a incinerar ropa con tal de detener el contagio. Pronto, él también la contrajo, sobreviviéndola a duras penas. 

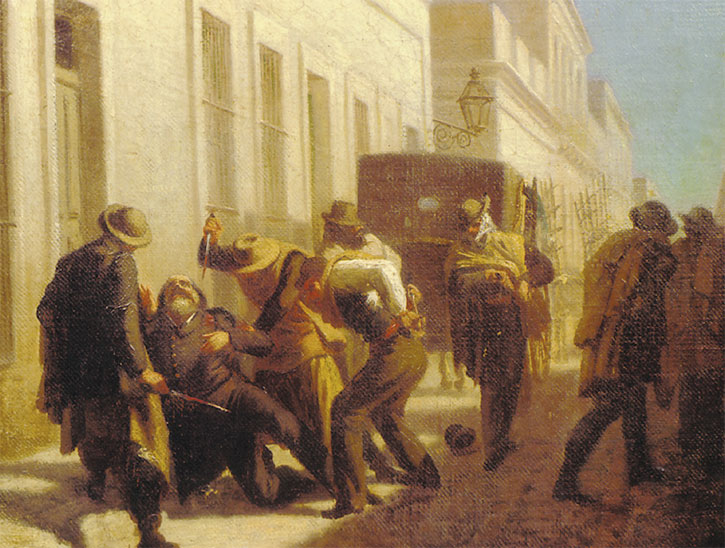

El levantamiento de Berro y la muerte violenta de Venancio convirtieron a Máximo, que mandó a degollar a quince personajes importantes del partido de Manuel Oribe pensando que la trama de su asesinato había sido llevada a cabo por ellos. Luego descubriría que el asesinato no habría sido cometido por mano blanca, cosa lo haría tener aún más ansias de venganza.

### La rebelión
Con la subida al poder de Lorenzo Battle (de su propio partido pero apoyado por enemigos de Máximo) en 1868, fue destituido del cargo de Jefe Político y esto lo impulsó a levantarse en armas. Mandó una carta al presidente expresándole que no aceptaría a Francisco Albín (el hombre designado a ocupar su cargo) y que debería aceptar a uno de los dos mensajeros como próximo gobernador de Soriano.

"(esto) debe morigerarse, de lo contrario me he resuelto yo a derrocarlo a balazos"
Máximo Pérez a Lorenzo Battle

El presidente comenzó a reunir tropas para aplacar a Máximo, pero muchos oficiales (sobre todo los del Batallón Nro1 de la Guardia Nacional) se negaron a enfrentarse a aquel hombre que había luchado y ganado en tanto lugares, y que llevaba sobre sí una reputación de imbatible. Así ordenó a Pérez que se presentara en Montevideo para discutir y recibió la siguiente respuesta:

"Díganle al señor Presidente que de Montevideo a Mercedes hay la misma distancia que de Mercedes a Montevideo"
Máximo Pérez a Lorenzo Battle

El 5 de mayo Máximo abandonó Mercedes y se concentró en Coquimbo, tratando de obtener los apoyos en el resto del departamento. En aquel momento ya había un cambio profundo en sus convicciones respecto a la muerte de Flores, apuntando al gobierno de Battle y a otros compañeros de su partido. Reunió en el pueblo 1500 hombres y se dirigió a Porongos, ocupando la ciudad sin mayor problema. Desde allí escribió a Francisco Caraballo (que apoyaba a Battle) explicando que volvería a subordinarse al gobierno si se destituía al ministro Suárez, a quien apuntaba sin descaro de ser el asesino del expresidente Flores.
El 18 de mayo se reunió con Caraballo en Bequeló y depuso armas con la única condición de que no se tomaran medidas en contra de sus hombres. Así, volvió a Mercedes, donde ahora gobernaba Trifón Ordóñez, quedando como un vencedor ante los habitantes del pueblo y consiguiendo aún más reputación en la zona del Río de la Plata.

### La paz

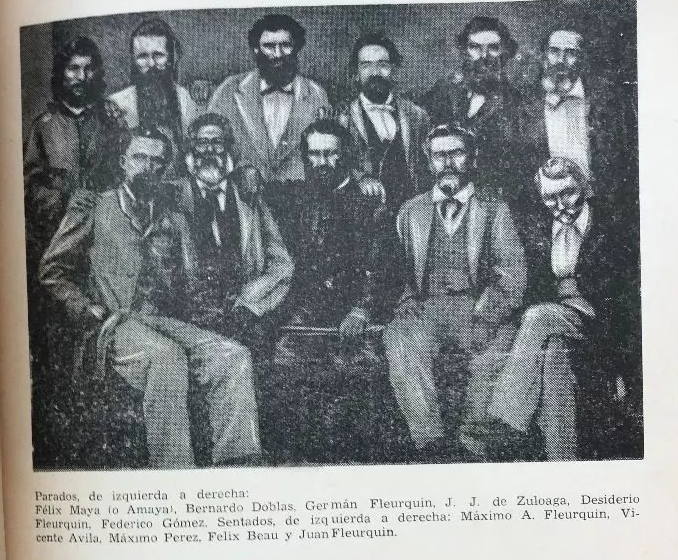
Máximo Pérez junto con varios de sus amigos de confianza

A finales de ese año y principios del siguiente sufrió varios atentados, procedentes, al parecer, de hombres mandados por Ordoñez. Llegó a confiar más en amigos suyos del partido opositor que del suyo mismo, donde no veía más que conspiraciones y luchas. Como consecuencia de ello, Máximo hizo construir una fortaleza para su defensa personal, donde pasaría sus días defendiéndose de los ataques y cuidando de sus hijos. 
Con el levantamiento de Caraballo en contra del gobierno que impúdicamente antes había defendido (todo esto surgido por la decisión de Battle de no continuar el curso forzoso de la moneda), que intentó tener un aire de reivindicación por el asesinato de Flores y que fue apoyado abiertamente por el destituido Suárez, llegó a Pérez una carta, que lo invitaba a unirse a luchar junto a ellos. Sin embargo, y pese a las diferencias que mantenía en contra de Battle, se mantuvo fiel al gobierno en esa ocasión, respondiendo de la siguiente manera:

"General Caraballo: después de saludarlo, paso a decirle, por toda contestación, que quedo enterado del contenido de la suya. Yo no tomaré als armas para ventilar negocios ajenos y solo las tomaría para defender la causa de mi patria y mis colores políticos, que son los del Gobierno. Conmigo, pues, no cuente para nada. Su amigo, Máximo Pérez."
Máximo Pérez a Francisco Caraballo en 1869

Así se mantuvo firme con el gobierno incluso aún ser contrario en ideales, y unió para la causa de la defensa del país 1200 hombres fieles. Acusó por aquel entonces a Pedro Varela, que apoyaba firmemente la causa de Caraballo, de ser el hombre al que se le debía la muerte de Flores y de ser un "banquero quebrado que se vende como un esclavo" . Tomó el mando para aplacar el levantamiento de Caraballo, tomando la causa como su venganza personal en contra de los que él creía asesinos de su caudillo. En varias escaramuzas derrotó al alzamiento cursista y el 4 de julio de ese mismo año informó al gobierno de que los rebeldes se habían rendido. 
Un año después participaría en la Revolución de las Lanzas, luchando contra las tropas blancas y haciendo todo lo posible por derrotarlas. Los persiguió por todo el Uruguay y los acosó hasta el cansancio hasta que, de pronto, un día se retiró de la lucha. En contra de las órdenes de la capital, volvió a Soriano, vendió todos sus bienes y compró una casa en Buenos Aires.

"...(denuncio la) política tortuosa que siguen los prohombres que dirigen los destinos de la República"
"Me voy al extranjero, a vivir del sudor de mi frente, como lo he hecho toda mi vida"
Máximo Pérez

Su ausencia en la guerra se notó en seguida, siguiendo a su exilio victorias blancas en toda la nación. Por ello, muchos generales colorados acudieron a Pérez, pidiendo su regreso. Este aceptó luego de pedir una condición: no depender de Suárez en ningún momento. Llegó a Soriano luego de la Paz de Abril, donde viviría una relativa paz que se extendería por dos años.

### El intento fallido
En 1874 se fue a Entre Ríos, lugar desde el cual invadió el país en un intento de tomar el poder. Se postuló en contra del presidente José Eugenio Ellauri y en contra de que hombres como Timoteo Aparicio fueran parte del gobierno y del ejército. Si bien comenzó bien, pronto tuvo que huir al norte, quedando tan solo con 20 hombres. El 22 de diciembre se vio derrotado y, vestido de mujer, se embarcó en canoa hacia Gualeguaychú, totalmente exiliado de su tierra. Sin embargo, aquello le dio la honra del gaucho incontrolable que no se rinde, cosa que le valió renombre entre unos y repudio entre otros.

### La última rebelión y muerte
Vivió en Colón casi una década hasta qué, por última vez, tomó las armas en 1882, y cruzó el Río Uruguay junto con más de un centenar de hombres en una última "patriada". Esta vez llevaba otra bandera diferente, una verde y amarilla, lejana a cualquier partido o patria, para darle a su pequeña revolución un carácter superior a los partidos que, a sus ojos, eran solo uniones de traidores.

"Me he decidido a luchar y sacrificar mi vida levantando una bandera sagrada, que lleva por lema la libertad de la patria y el derecho público, sin colores, sin odios, sin recuerdos; todo por la Patria y para la Patria"
"(llamo) a todos los hombres de los partidos del pasado (para construir) el único partido posible en nuestra época -el partido de los patricios, base fundamental de la libertad y el derecho"
Máximo Pérez, el Noticiero de Gualeguaychú, 1882

La última revolución de Máximo Pérez lo llevó a huir por todo el país hasta refugiarse en Cerro Largo, donde intentaba conseguir aliados, cosa que terminó en fracaso. Cuando estaba cerca de la frontera con Brasil, el 4 de julio de 1882, fue rodeado por las fuerzas del gobierno, teniendo él solo 30 hombres. Ordenó una carga de frente contra el enemigo y fue allí que en fuego cruzado llegó una bala a alcanzarlo. Murió ahí mismo, en batalla, y fue enterrado donde cayó. Poco después sus restos fueron llevados al  cementerio que había construido en Mercedes para que reposara en su tierra.